# Léchelle (Seine-et-Marne)
Léchelle is een gemeente in het Franse departement Seine-et-Marne (regio Île-de-France) en telt 530 inwoners (2005). De plaats maakt deel uit van het arrondissement Provins.

## Geografie
De oppervlakte van Léchelle bedraagt 22,3 km², de bevolkingsdichtheid is 23,8 inwoners per km².
De onderstaande kaart toont de ligging van Léchelle (Seine-et-Marne) met de belangrijkste infrastructuur en aangrenzende gemeenten.

## Demografie
Onderstaande figuur toont het verloop van het inwonertal (bron: INSEE-tellingen).